# 287
Évszázadok: 2. század – 3. század – 4. század
Évtizedek: 230-as évek – 240-es évek – 250-es évek – 260-as évek – 270-es évek – 280-as évek – 290-es évek – 300-as évek – 310-es évek – 320-as évek – 330-as évek
Évek: 282 – 283 – 284 – 285 –  286 – 287 – 288 – 289 – 290 – 291 – 292

## Események

### Római Birodalom
- Diocletianus és Maximianus császárokat választják consulnak.
- Maximianus flotta híján egyelőre nem tud fellépni a lázadó Carausiusszal szemben, így a gall és germán provinciák biztonságát fenyegető barbárok ellen fordul (consuli méltóságjelvényeinek átvétele közben jött a hír egy germán betörésről, Maximianus pedig tógáját azonnal vértre cserélte). Miután megfutamítja a portyázó germánokat, átkel a Rajnán és legyőzi előbb az alemann-burgund, majd a herul-chaibon szövetséget, falvaikat felégeti, földjeiket elpusztítja.
- Diocletianus Syriában kedvező feltételekkel békét köt a Szászánidákkal. II. Bahrám lemond Örményországról, amelynek trónjára visszatér a Róma-barát III. Tiridatész. Diocletianus megerősíti a perzsa határt, erőd épül Circesiumban és elkezdik a határmenti út, a Strata Diocletiana építését.
- Diocletianus a két császár közti viszonyt tisztázva felveszi a Iovius (Jupiteri) címet, míg Maximianusnak a Herculius (Herculesi) címet adományozza.

## Halálozások
- Justa és Rufina, keresztény mártírok
- Szent Mór, keresztény mártír
- Szent Quentin, keresztény mártír

## Fordítás
- Ez a szócikk részben vagy egészben  a(z)   287 című angol Wikipédia-szócikk ezen változatának fordításán alapul.  Az eredeti cikk szerkesztőit annak laptörténete sorolja fel. Ez a jelzés csupán a megfogalmazás eredetét és a szerzői jogokat jelzi, nem szolgál a cikkben szereplő információk forrásmegjelöléseként.